# Cipotânea
Cipotânea is een gemeente in de Braziliaanse deelstaat Minas Gerais. De gemeente telt 5.581 inwoners (schatting 2022).

## Aangrenzende gemeenten
De gemeente grenst aan Alto Rio Doce, Brás Pires, Rio Espera en Senhora de Oliveira.

## Geboren
- Antônio Afonso de Miranda (1920-2021), bisschop